# Техніки вишивання
Розвиток вишивальних технік тісно пов'язаний з виготовленням одягу. З давніх-давен весь одяг виготовлявся в домашніх умовах. Матеріалом для виготовлення одягу була тканина та шкіра. Для того, щоб зшити окремі частини одягу використовувались різні техніки та стібки, які призвели до розвитку складних орнаментів в вишивці. Ці техніки відомі в Україні під назвами перебирання, зшивання, переплітання, снування.

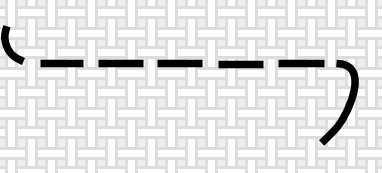
«Вперед голку»

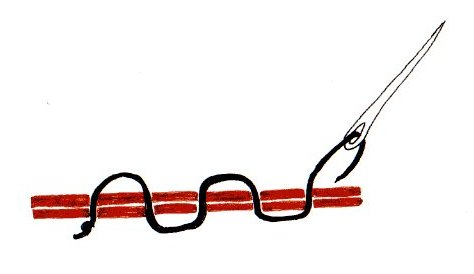

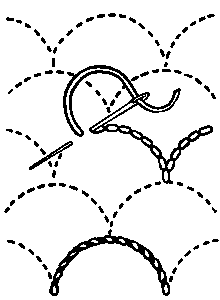
«Позадголку»

## Гаптування
Збережені елементи вишитого одягу X—XI століття донесли до нашого часу техніки того часу. Вишивали тоді золотою або срібною ниткою «в прокол» або «прикріп».
Техніка «в прокол» полягає у тому, що тканину проколювали та наносили на лицевій стороні стібки. Такі стібки наносились по вертикалі і по горизонталі з різною щільністю — це так званий шов в рядки. Такими стібками заповнювали орнамент — ромби, квадрати. Стібки наносили на тканину також скісно, при цьому кожен наступний стібок починався посередині наступного, таким чином виконували скісні лінії — так званим косим швом. Скісні стібки накладали на тканину також колоском або в ялиночку, таким швом обводили переважно ромби.
Техніка «в прикріп» полягала в тому, що нитку клали на лицеву поверхню тканини і прикріпляли зверху шовковими нитками. Таким самим чином виконували вишивку бісером, перлами, коралами, сап'яновими смужками, крученими шнурками.
З XVI століття відомо зразки вишивки в якій поєднано стібки шовковими та золотими нитками. З введенням в вишивку рослинних елементів, стібки для заповнення круглих форм набули різної довжини.

## Односторонні та двосторонні шви

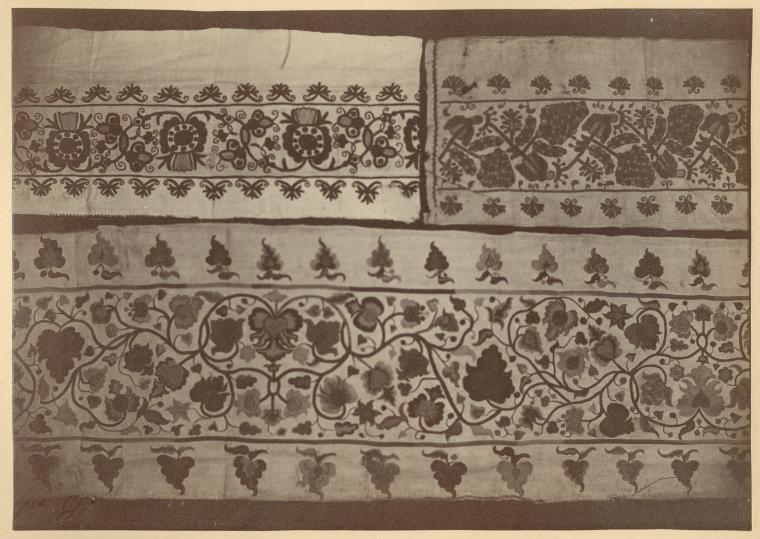
Лиштва

З введенням у вишивку бавовняних, лляних та вовняних ниток зумовило виникнення нових способів нанесення орнаменту. Він міг бути одно — або двостороннім.
Двосторонньо наносяться на тканину стібки такими техніками: перебір, штапівка, гладь, позад голки, соснівка, мережка, стебелевий шов і т. ін.
При техніці перебір, стібки наносяться по одній лінії між двома нитками підкання позмінно, то з лицевої то з виворотньої сторони. На голку набирається рівна кількість ниток основи і пропускається під голку. Технікою перебір стібки клали зліва на право, набираючи при цьому парну кількість ниток основи. Цією технікою вишивали геометричні орнаменти. На Чернігівщині вишивали лише білими нитками. Набирування покривало вишивальне полотно повністю, не залишаючи відкритих місць. Ця техніка відома під різними назвами: на Закарпатті — перебирання, набирування — на Чернігівщині, натягання — Львівщина, прошивання, проснування — Гуцульщина, насипочка — Полтавщина, поперед голки — Дніпропетровшина, Київщина.
Технікою позад голки, стібки наносяться безперервною лінією. Спочатку наноситься поверневий стібок, а далі голку протягують знизу на таку саму кількість ниток як і лицевий стібок і виводять голку на лицеву сторону, роблять поверхневий стібок і проколюють тканину в тому місці, де закінчився попередній стібок. Ця техніка відома під назвою вистіб — на Київщині, Черкащині, строчка — Запоріжжя, стебнівка проста — Закарпаття, шнурок простий Гуцульщина.
Різновидом цієї техніки є штапівка. При цій техніці на голку методом вперед голку поперемінно на лицевій та на виворітній стороні набирається 3 — 5 ниток основи. Зворотнім ходом нитки, стібки наносяться поперемінно в іншу сторону. Таку техніку на Поділлі називають — стебнівка, а на Волині — стібок.
Гладь — це двостороння вишивка. В Україні відома пряма та скісна гладь. В цій техніці прямими або скісними стібками заповнюють великі площини. На Київщині, Полтавщині, Чернігівщині таку техніку називають — лиштва, а на Львівщині — кладення. Цією технікою вишивали подоли сорочок та кінці рукавів.
Стебелевий шов. При цій техніці з лицевої сторони наноситься стібок, а далі з виворітньої сторони справа наліво набирається певна кількість ниток і голка виводиться на лицеву сторону, посередині першого стібка. Всі лицеві стібки виконуються зліва направо, а виворотні вліво. Цим швом можна шити прямі чи скісні стрічки, а також обводити основні елементи орнаменту. Цей шов використовувався широко в вишивках XVII—XVIII століття. На Дніпропетровщині цей шов називали — стебель, стебельок, на Закарпатті — стебнівка; стебельчана, шнурок — на Дрогобиччині, прошиттє — на Гуцульщині.
До двосторонніх технік вишивання належать: виколювання, вирізування, обметування, мереження, рубцювання. Ці техніки були поширенні по усій території України, а особливо на Київщині, Полтавщині, Чернігівщині, Черкащині, Сумщині.

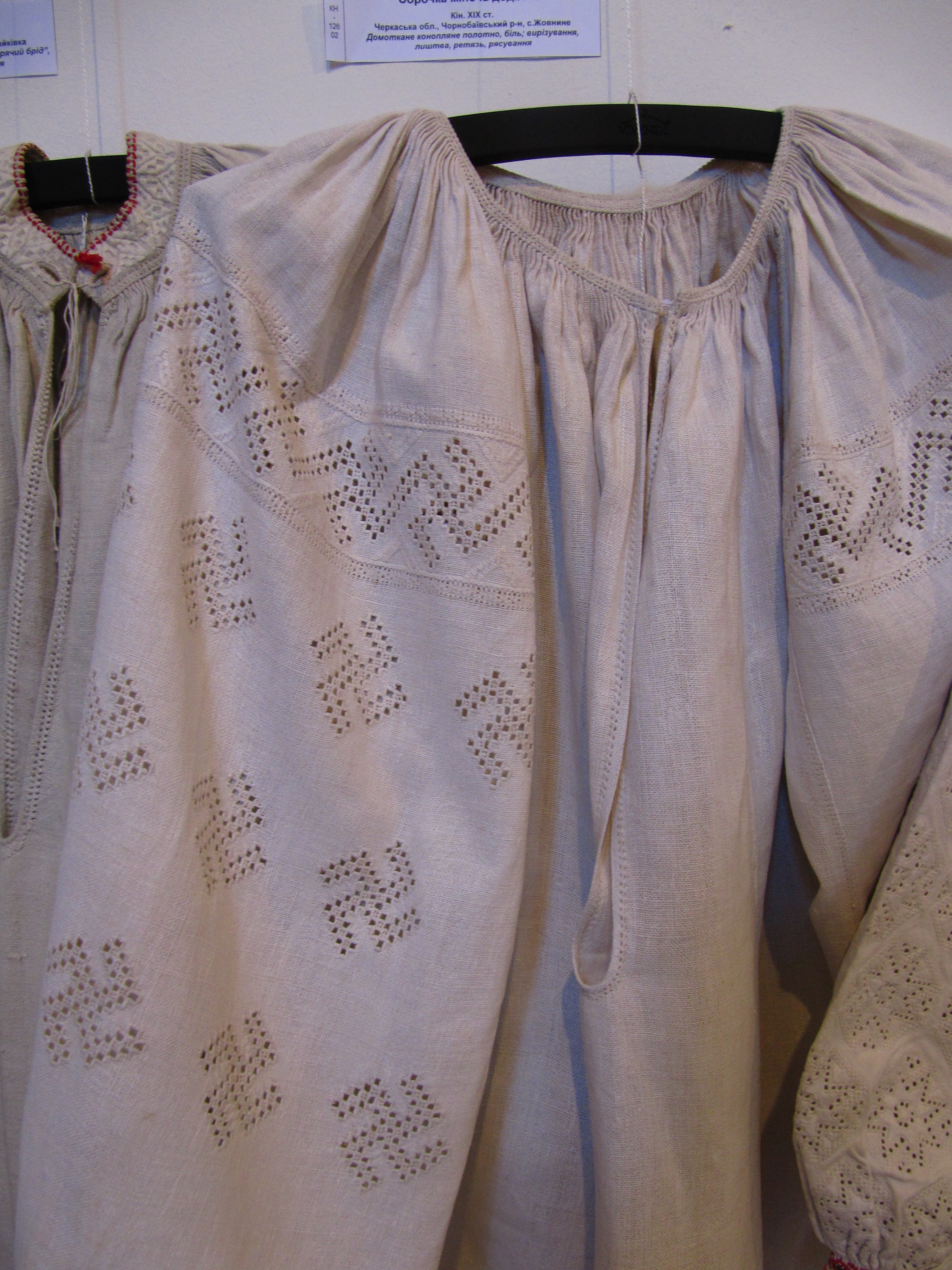
Вирізування

Техніка виколювання полягає у тому, що голкою або дерев'яною паличкою проколювалася дірка і навколо неї поверхня застелялася у формі круга, ромба, квадрата.
Техніка вирізування полягає у тому, що спочатку густо обкидаються нитки основи та піткання у формі квадратів різної величини, а потім посередині вирізаються квадратні отвори. Ці квадратні отвори заповнювали технікою двобічний настил або хрестиком.

### Мережка
Мережка — це прозора, легка вишивка, яка виконується тільки на тканині полотняного переплетення. При цій техніці горизонтальні нитки витягуються, а вертикальні збираються в пучки і обметуються нитками.
Основним призначенням мережки було зшивання або підшивання різних частин одягу. Найпростіший вид мережки — прутик. Прутиком підшивалися рубці утворюючи при цьому дірочки. Мережки виконували білими або сировими нитками, а на Поділлі ще й жовтими.
Для зшивання окремих частин одягу використовували техніку змережування.
Різновидами техніки змережування були шабак та розшивка, які були поширенні на Поділлі та Чернігивщині. Найпоширенішими технікими змережування були черв'ячком, городками, зубцями, плахтовим швом, прутиком, різними павучками, чернігівським змережуванням, подільська розшивка.
Для підрублювання, обметування, зубцювання використовували різні прийоми. Для підрублювання використовували одинарне підрублювання з прутиком, подвійним рубцем з прутиком через чисницю, роздільним прутиком через чисницю.
Коміри, подоли, кінці рукавів оздоблювали прутиком, подвійним прутиком, штапівкою, черв'ячком, подвійною штапівкою, ажурним зубцюванням.

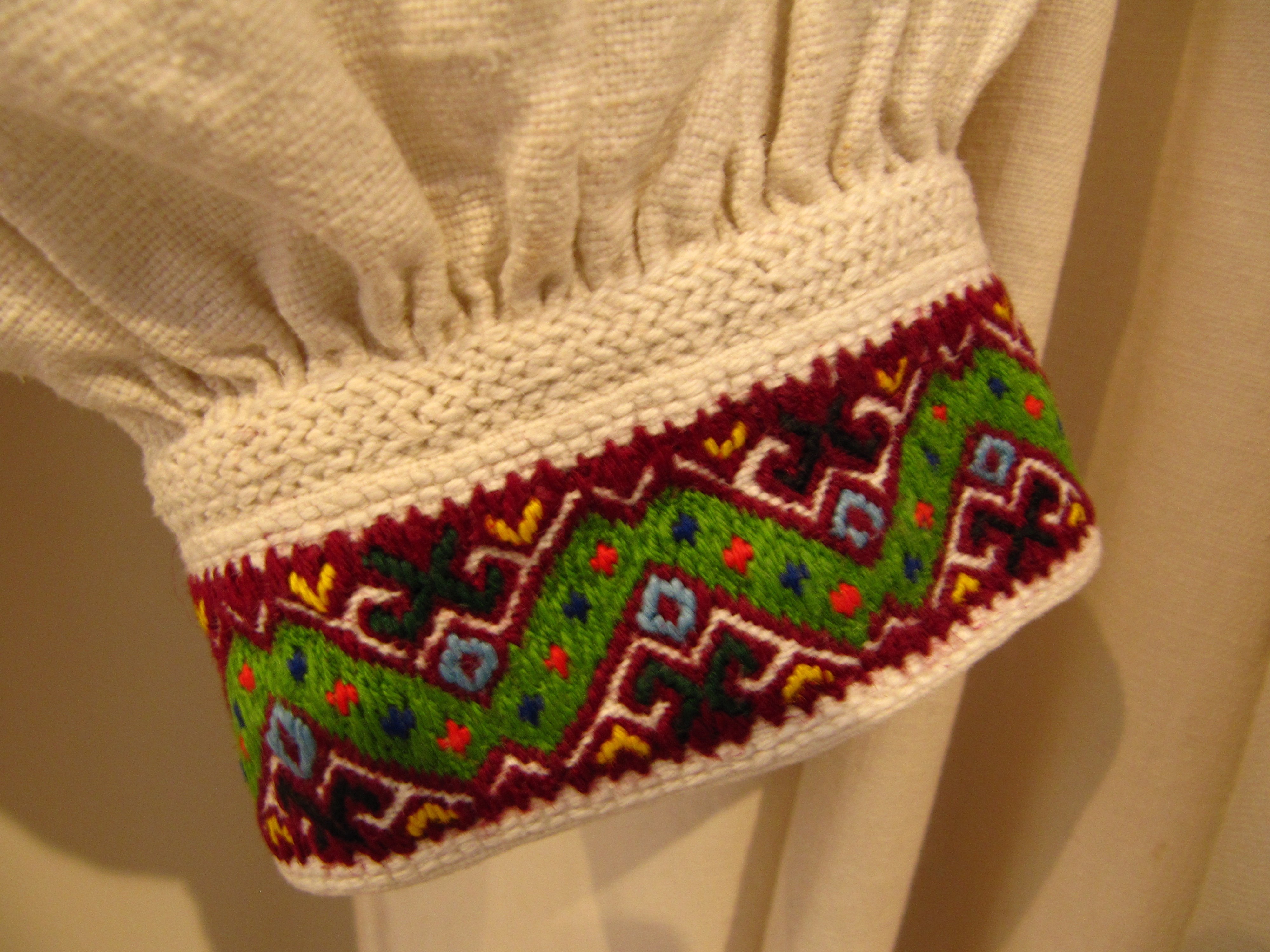
Низь

Своєрідністю відзначається техніка низинка (низь), так як у цій техніці вишивають з вивороту тканини. Низинка відома поперечна і поздовжня, а також з замочками та без. Низинка була поширена на Поділлі, Поліссі, Волині, Бойківшині, Гуцульщині та Буковині.
Давньою технікою є також — занизування. Ця техніка виконувалася подібно узорному перебірному ткацтву. Ця техніка вишивання була поширена в основному на Поліссі та Волині. Орнамент в цій техніці вишивався справа наліво і був двостороннім. Для цієї техніки використовували червоні нитки і обводили певні елементи синіми (чорними) нитками. Цією технікою вишивалися лише чіткі геометричні орнаменти. Цією технікою оздоблювали вишиті сорочки, намітки, хустки.

«Поверхниця» — це техніка при якій нитки з лицевої сторони застеляють поверхню тканини горизонтальними стібками справа наліво. З виворотньої сторони стібки виходять вертикальні. Використовувалася поверхниця на всій території України.
«Кафасор» — техніка подібна до поверхниці. Відмінність полягає у тому, що нитки при переході від одного стібка до іншого стеляться по діагоналі, а не по вертикалі. Для вишивки кафасором нитки беруть сирові, охристі, чорні. Ця техніка була поширена на Поділлі та Буковині і нею оздоблювалася верхня смуга на нижній частині установчого рукава в жіночих вишитих сорочок.
Двобічна штапівка, виконується технікою «вперед голку». Спочатку зліва на право набирають непарну кількість ниток основи, а на зворотньому шляху наносять поперемінно в проміжках то з лицевої то з виворотньої сторони стібки. Варіантами цього стібка є решітка, клітка, ямочки.
«Зерновий вивід» — ця техніка подібна до двобічної штапівки, типу ромбоподібної стрічки в «ямочку». Різниця між ними у тому, що при виконанні ромбоподібної стрічки по діагоналі, стібки наносяться двічі. Ця техніка має ще іншу назву — «дірочкова».
Місто Городок на Львівщині, дало назву ще одній техніці — городоцький шов.
На Бойківшині була поширена особлива техніка, якою вишивали по дрібних зборах — бриджах. Основним призначення цієї техніки було закріплення зборів. Цією технікою вишивали на Сколівщині, Закарпатті.